# Dokki

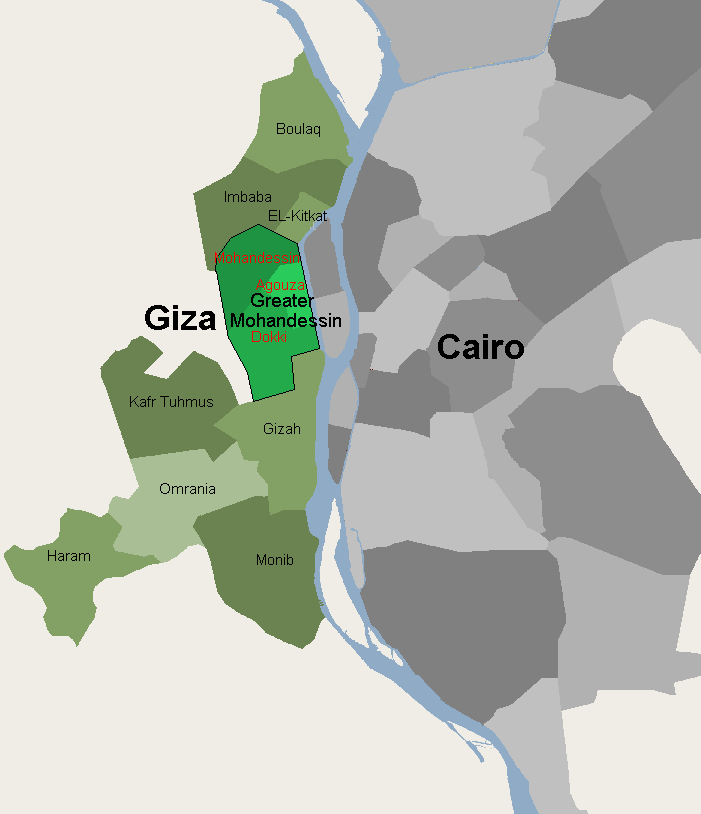
Lage von Dokki in Gizeh im Großraum Kairo

Dokki (arabisch الدقي, DMG ad-Duqqī, deutsch Hafen) ist ein Stadtbezirk in Gizeh, das zum Großraum Kairo (Ägypten) gehört. Dokki liegt an der Westseite des Nils gegenüber der Innenstadt von Kairo.
In Dokki befinden sich etwa 40 Botschaften, darunter die von Russland, Somalia, Frankreich, Tschad, Tschechische Republik, Pakistan und Äthiopien. Nur der Stadtbezirk Zamalek beherbergt mehr Botschaften. König Idris von Libyen starb 1983 in einem Palast in Dokki.
In Dokki befinden sich zwei internationale Schulen, die Deutsche Evangelische Oberschule Kairo und die Pakistan International School of Cairo.